# Distretto di Tohaku
Tohaku (東伯郡, Tohaku-gun?) è un distretto della prefettura di Tottori, in Giappone.
Attualmente fanno parte del distretto i comuni di Hokuei, Kotoura, Misasa e Yurihama.
| Controllo di autorità | VIAF (EN) 255479950 · NDL (EN, JA) 00412686 |